# Chlumec nad Cidlinou I
Chlumec nad Cidlinou I je část města Chlumec nad Cidlinou v okrese Hradec Králové. V roce 2009 zde bylo evidováno 198 adres. V roce 2001 zde trvale žilo 638 obyvatel.
Chlumec nad Cidlinou I leží v katastrálním území Chlumec nad Cidlinou o výměře 17,02 km2.